# Adrià II
Adrià II (Roma, 792 – 14 de desembre de 872) fou Papa de Roma des del 867 fins al 872.
Va ser escollit papa després d'haver-ne rebutjat l'elecció en dues ocasions en considerar que la seva edat, propera als vuitanta anys, no el feia el més indicat per exercir el pontificat. No obstant això, ni la seva edat, ni el fet que abans de ser ordenat sacerdot hagués estat casat i fos pare d'una filla, van impedir que tant el clergue com el poble romà insistissin fins a aconseguir la seva acceptació.
Va convocar el VIII Concili Ecumènic amb l'objectiu de solucionar les discrepàncies doctrinals sorgides amb el Patriarca Foci I de Constantinoble que havia excomunicat el Papa Nicolau I i s'havia oposat a la inclusió al Credo de la clàusula del filioque.
En aquest Concili es resolgué el cisma focià excomunicant Foci i es decretà que l'Església búlgara dependria de Constantinoble i, per tant, que la seva evangelització correspondria a missioners romans d'Orient. També es va arribar al compromís que a Occident fos reconegut el primat romà però rebutjant a Orient tota jurisdicció papal.
Durant el seu pontificat va rebre a Roma els germans Ciril i Metodi, als quals va ajudar en l'evangelització dels eslaus permetent la litúrgia en la seva pròpia llengua, i trencant així amb la tradició existent fins aleshores que només reconeixia l'ús del llatí, del grec o de l'hebreu a la litúrgia.

El seu pontificat va tenir un moment crític quan un germà de l'antipapa Anastasi va assassinar la dona i la filla d'Adrià, que hi residien al Palau del Laterà.